# Patrick Varetz
Patrick Varetz, né le 28 juillet 1958 à Marles-les-Mines dans le Pas-de-Calais, est un écrivain français. Son œuvre, qui relève en grande partie de l'autofiction, explore les thèmes de la violence, du vide, de la quête d'identité, du morcellement de l'être et de l'accomplissement par l'écriture.

## Œuvres
- Jusqu'au bonheur, Paris, P.O.L.,  coll. « Fiction », 2010, 244 p.  (ISBN 978-2-84682-355-5)[1]
- Bas monde, Paris, P.O.L.,  coll. « Fiction », 2012, 189 p.  (ISBN 978-2-8180-1627-5)[2],[3]
- Premier mille, poèmes, Paris, P.O.L., 2013, 528 p.  (ISBN 978-2-8180-1933-7)[4],[5]
- Petite vie, Paris, P.O.L., coll. « Fiction », 2015, 192 p.  (ISBN 978-2-8180-3693-8)[6],[7],[8]
- Modigliani, une bonté bleue, Invenit, 2016, coll. Ekphrasis, 75 p.
- Sous vide, Paris, P.O.L., coll. « Fiction », 2017, 224 p.  (ISBN 978-2-8180-4105-5)[9],[10],[11]
- Rougeville, promenade élégiaque, La Contre Allée, 2018, 96 p.[12],[13]
- La Malédiction de Barcelone, Paris, P.O.L,  coll. « Fiction », 2019, 176 p.  (ISBN 978-2818045282)[14],[15],[16]
- Deuxième mille, poèmes, Paris, P.O.L., 2020, 522 p. (ISBN : 978-2-8180-5083-5)[17],[18],[19]
- Nu-propriétaire, Paris, P.O.L., coll. « Fiction », 2022, 272 p. (ISBN : 978-2-8180-5454-3)[20],[21]
- Le Canevas sans visage, Cours toujours éditions, coll. "La Vie rêvée des choses", 2023, 96 p.[22],[23]
- Valentine et Judex, Paris, P.O.L,  coll. « Fiction », 2025, 192 p. (ISBN : 978-2-8180-6273-9)